# Arraye-et-Han
Arraye-et-Han ist eine französische Gemeinde mit 368 Einwohnern (Stand: 1. Januar 2022) im Département Meurthe-et-Moselle in der Region Grand Est (bis 2015 Lothringen). Die Gemeinde gehört zum Arrondissement Nancy und zum Kanton Entre Seille et Meurthe.

## Lage
Arraye-et-Han liegt etwa 20 Kilometer nordöstlich von Nancy an der Seille, die die Gemeinde im Osten begrenzt. Umgeben ist Arraye-et-Han von den Nachbargemeinden Chenicourt und Ajoncourt im Norden, Fossieux im Norden und Nordosten, Malaucourt-sur-Seille im Osten, Manhoué im Südosten und Süden, Armaucourt im Süden, Leyr im Süden und Südwesten, Moivrons im Westen sowie Jeandelaincourt im Nordwesten.

## Geschichte
Während der Kriege 1870/71 und 1914–1918 jeweils mit Deutschland lag Arraye-et-Han teilweise an der Front.

### Bevölkerungsentwicklung
| Jahr                       | 1962 | 1968 | 1975 | 1982 | 1990 | 1999 | 2006 | 2019 |
| Einwohner                  | 248  | 276  | 253  | 240  | 319  | 332  | 333  | 363  |
| Quellen: Cassini und INSEE |      |      |      |      |      |      |      |      |

## Sehenswürdigkeiten
- Kirche Saint-Étienne aus dem 19. Jahrhundert, 1918 wieder errichtet
- Kapelle Saint-Pierre in Han
- Schloss Arraye aus dem 18. Jahrhundert

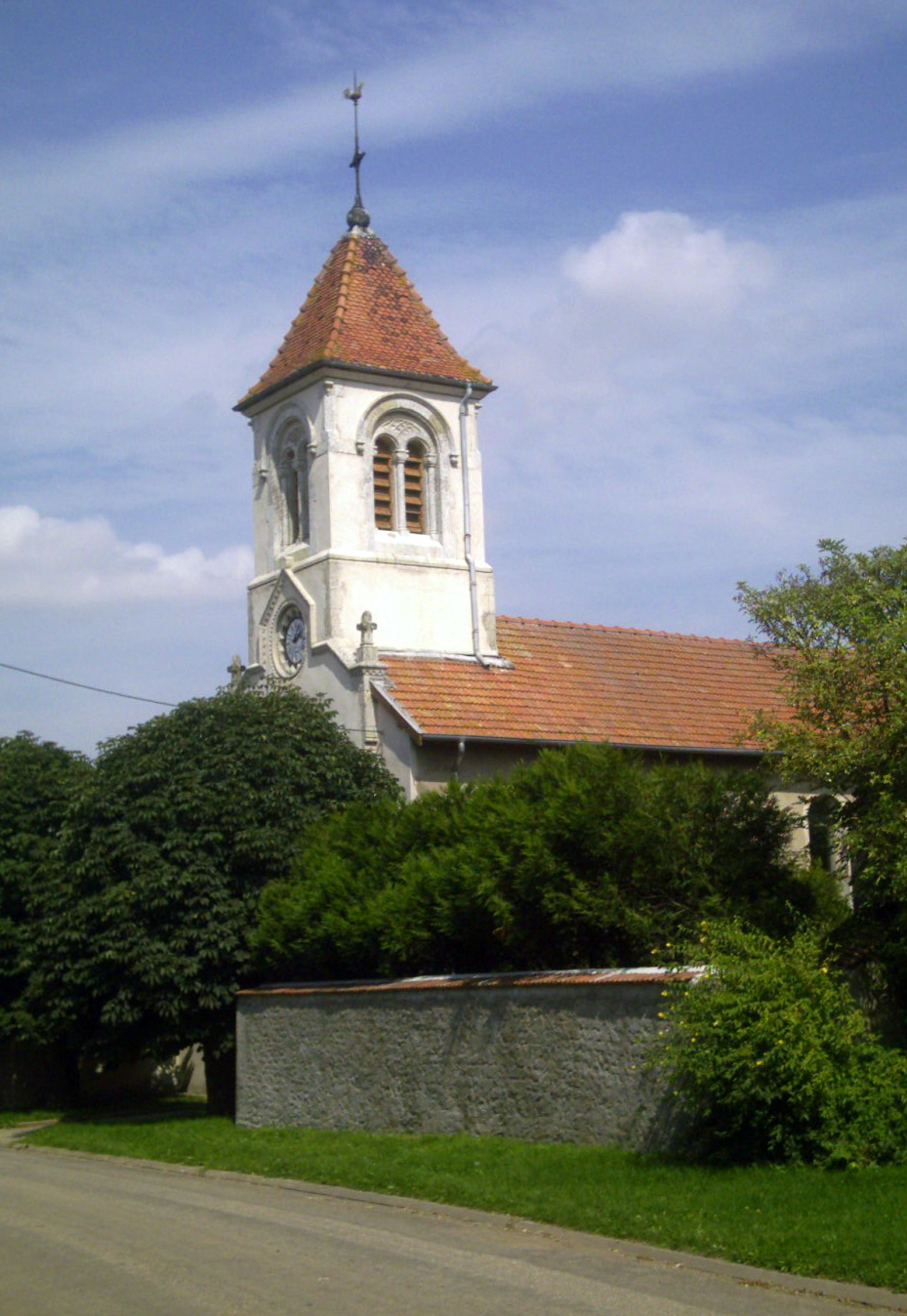
Kapelle Saint-Pierre

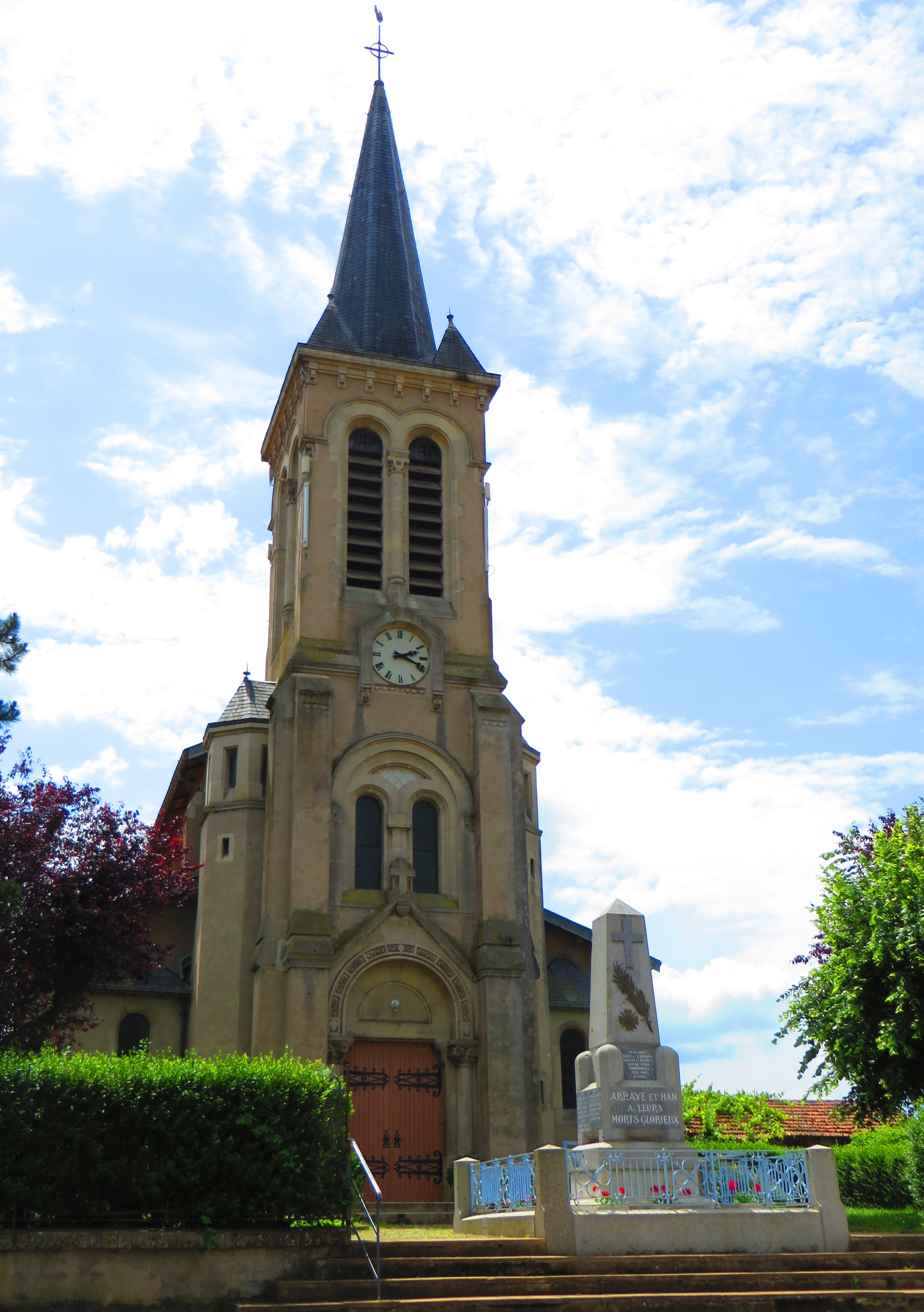
Kirche Saint-Étienne